# الرومانية الكاثوليكية في لبنان
الكنيسة الرومانية الكاثوليكية في لبنان هي جزء من الكنيسة الرومانية الكاثوليكية العالمية، في ظل القيادة الروحية للبابا في روما.